# Arènes de Roubaix
Les arènes de Roubaix est un édifice de spectacles taurins aujourd'hui disparu, construit en 1888 et détruit en 1904. 

## Histoire
Entre la deuxième moitié du XIXe siècle et le début de la Première Guerre mondiale, certaines villes du nord de la France accueillent des corridas dans des arènes bâties à cet effet. C'est le cas d'Autun, Cholet, Deuil-la-Barre, Limoges, Le Havre, Lyon, Maisons-Laffitte, Malo-les-Bains, Nantes, Paris, Reims, Rochefort-sur-Mer, Roubaix, Vichy, etc.
À Roubaix, des corridas sont organisées entre 1899 et 1904, sur la piste des arènes construites en 1888 (appelées aussi torodrome) sur la commune de Croix avec l'autorisation de la ville de Croix pour la construction du Torodrome de Roubaix puis appelé Arènes du Parc de Barbieux, juste à côté du vélodrome de la ville de Croix , rue d'Hem , près du parc de Barbieux. Francis Marmande rappelle dans Le Monde : « Pas mal de spectacles taurins, de Roubaix à Arles en passant par Le Havre, se donnaient en France ».
Le maestro Luis Mazzantini y est présent le 18 juin 1899.
Le 14 juillet 1899, un combat à mort entre un taureau et un lion y est présenté à 12 000 spectateurs,. Le lion est rapidement vaincu, sans résistance, provoquant la déception du public, tandis que le taureau est tué par un matador.
Ces courses tauromachiques, qui regroupent des milliers d'aficionados, sont très critiquées par certains Roubaisiens qui, en 1904, parviennent à faire détruire les arènes. Les corridas se poursuivent alors au vélodrome voisin, où elles avaient commencé en 1893, et continuent d'accueillir des matadors renommés. La dernière course dans la commune se déroule le 15 juin 1914.
L'engouement passager pour la tauromachie dans les régions septentrionales de la France relevait plus d'une mode que d'une réelle afición et ne survécut pas au premier conflit mondial.

## Galerie

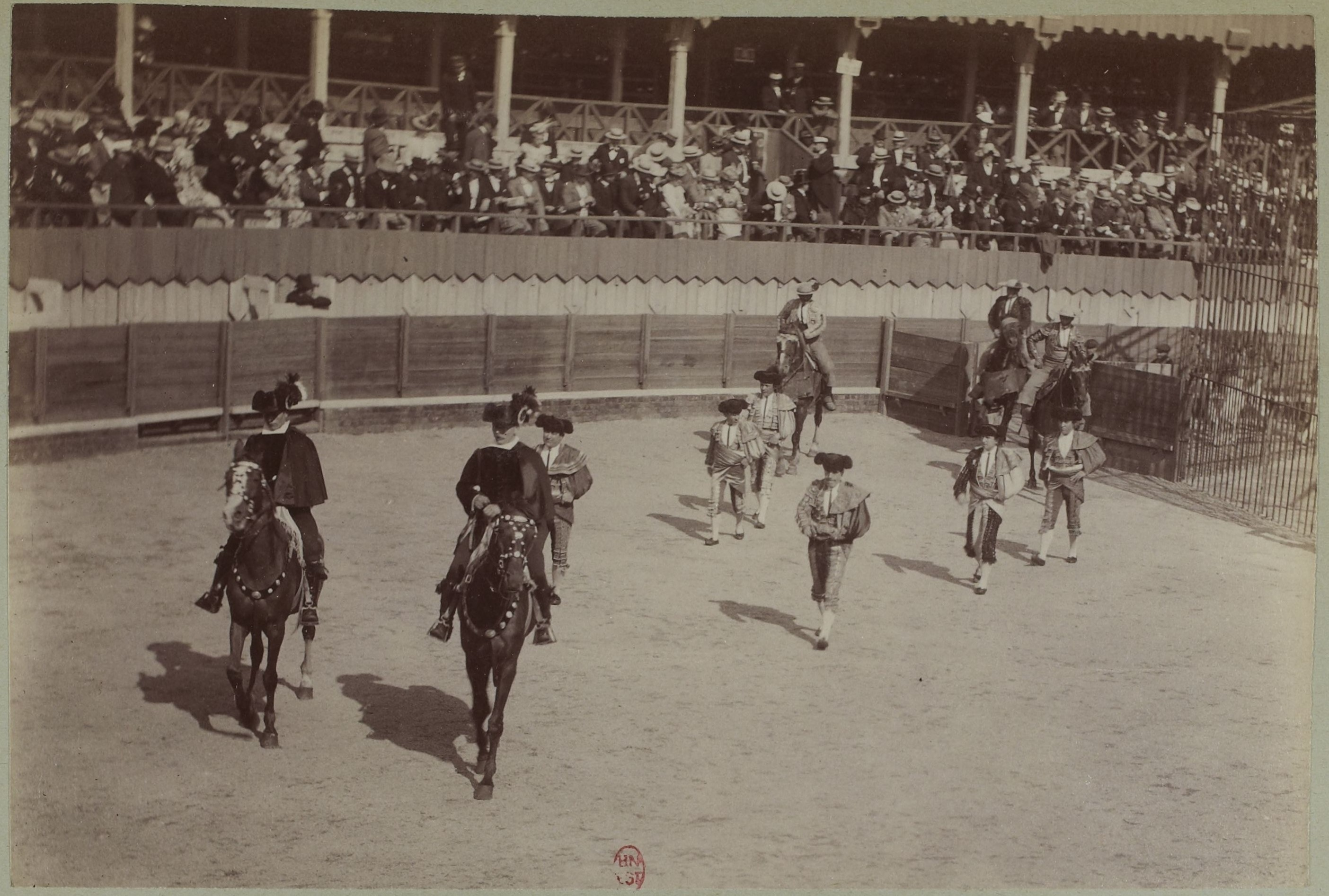
Le paseo ouvert par les alguaziles
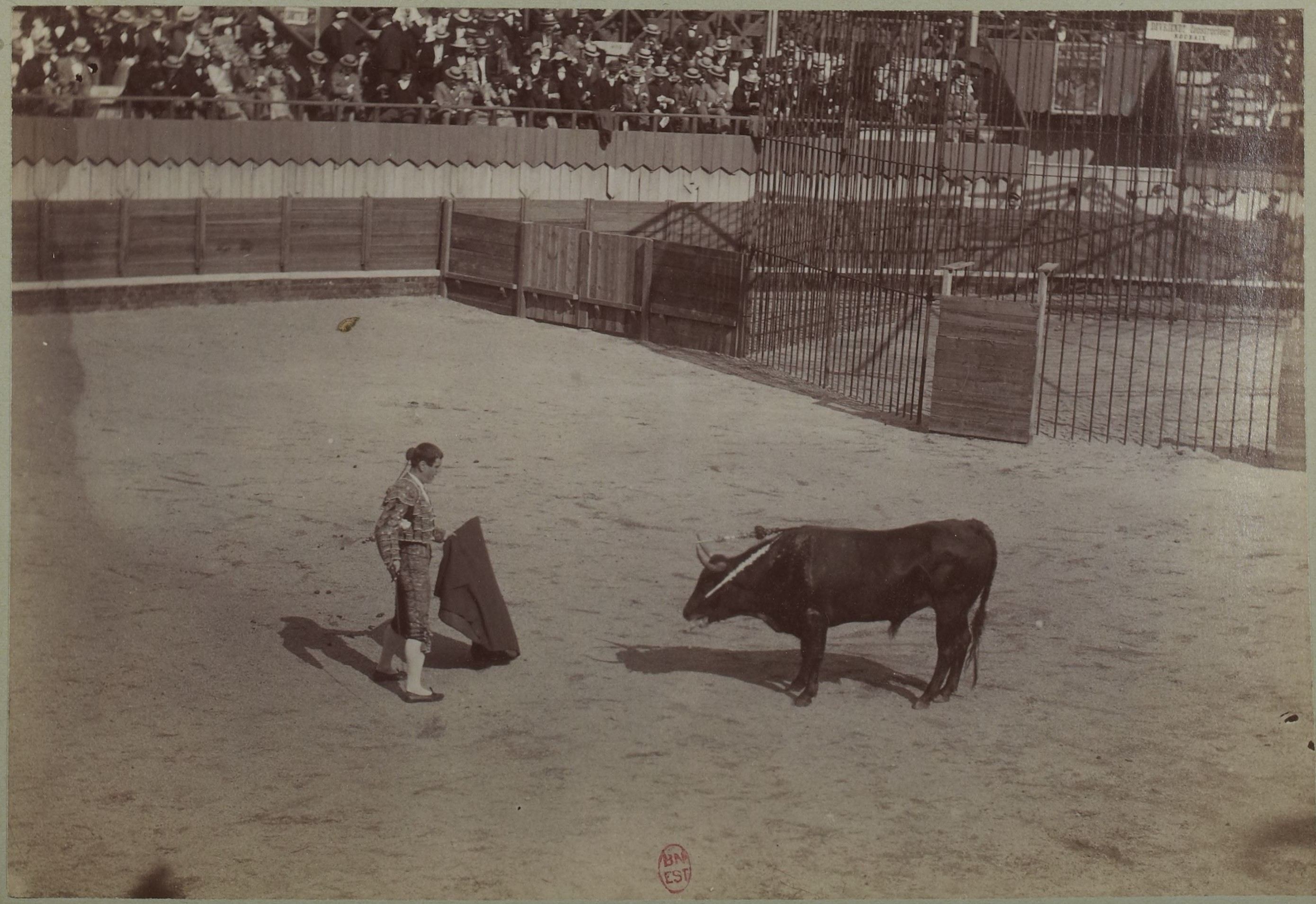
La faena
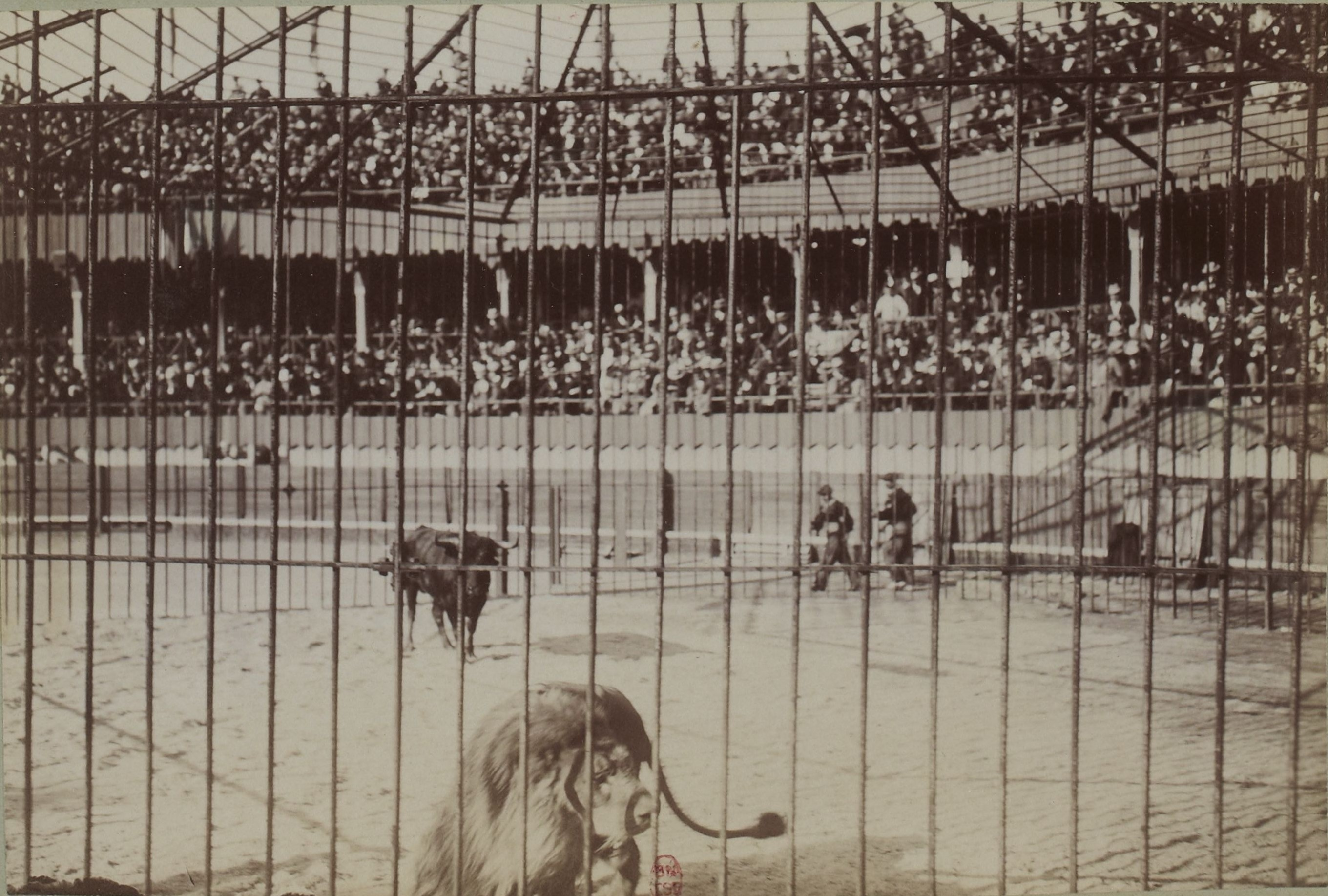
Le taureau et le lion - Arènes de Roubaix 14 juillet 1899